# L'angelo della notte

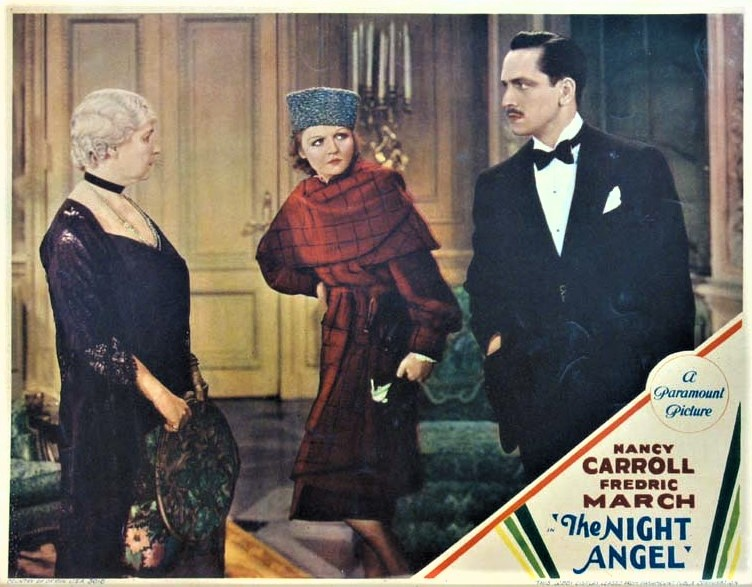
Cartolina promozionale del film

L'angelo della notte (Night Angel) è un film del 1931 diretto e sceneggiato da Edmund Goulding.

## Produzione
Il film fu prodotto dalla Paramount Pictures.

## Distribuzione
Distribuito dalla Paramount Pictures, il film uscì nelle sale cinematografiche USA il 18 luglio 1931.